# Lissac-et-Mouret
Lissac-et-Mouret is een gemeente in het Franse departement Lot (regio Occitanie). De plaats maakt deel uit van het arrondissement Figeac. Lissac-et-Mouret telde op 1 januari 2022 943 inwoners.

## Geografie
De oppervlakte van Lissac-et-Mouret bedroeg op 1 januari 2022 15,55 vierkante kilometer; de bevolkingsdichtheid was toen 60,6 inwoners per km².

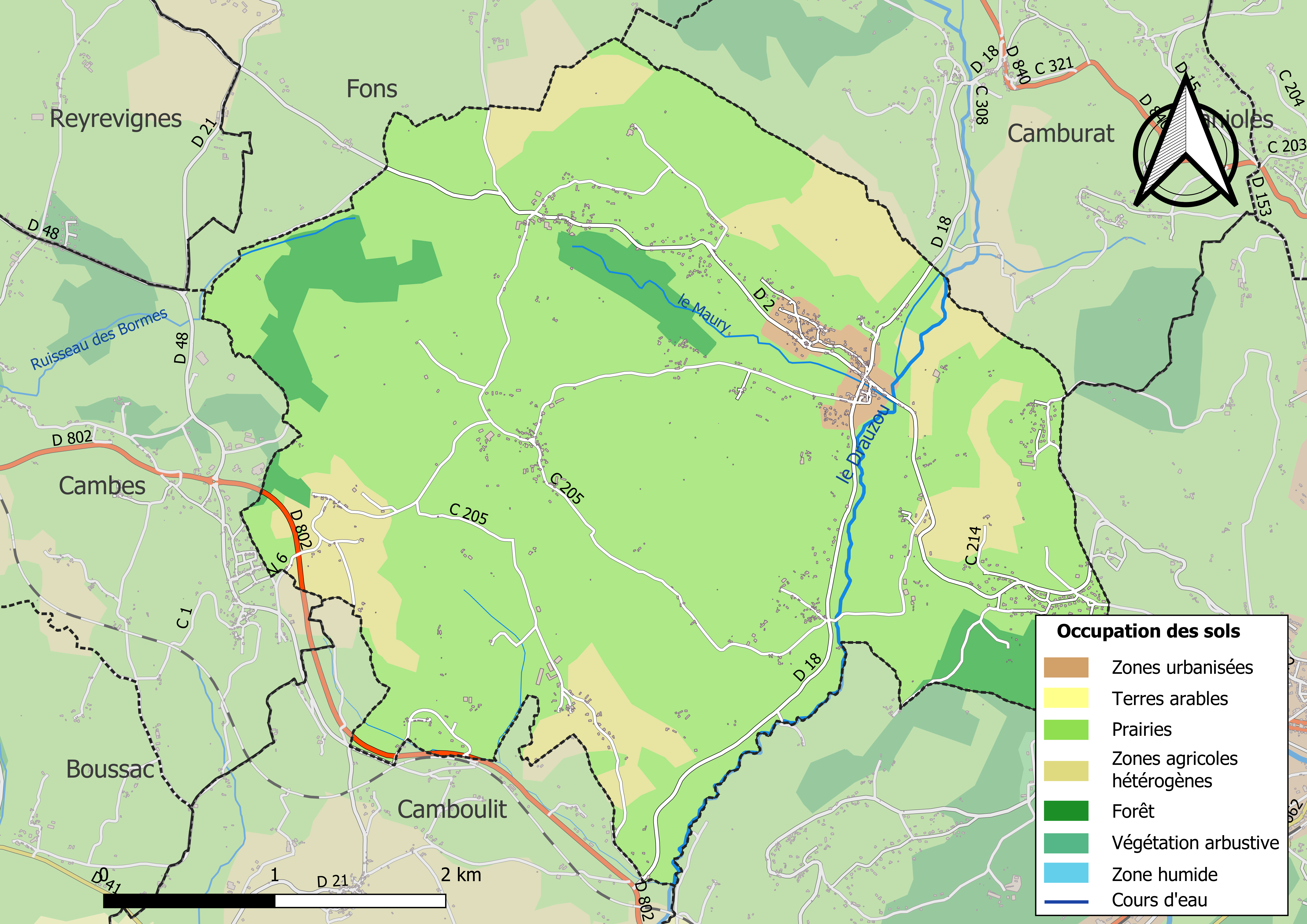
Kaart van de gemeente met de belangrijkste infrastructuur, bodemgebruik en omliggende gemeenten

## Demografie
Onderstaande figuur toont het verloop van het inwonertal (bron: INSEE-tellingen).